# Cumbia pop (serie de televisión)
Cumbia pop (inicialmente titulada Cumbia pop 2030), es una telenovela peruana cómica, dramática, de thriller y trágica, creada y producida por Jorge Tapia para América Televisión. La serie juvenil musical narra la historia de tres pandillas: Los Malditos de la Calle 13, Los Kings de La Molina y Los Truchos, y de un convento en crisis financiera. Protagonizada por Erick Elera y Elisa Tenaud. A su vez, antagonizada por Javier Dulzaides.
Es la cuarta teleserie peruana en abordar el musical, la comedia, el drama, el thriller y la tragedia en simultáneo, siendo el thriller el género que más destacó. En un principio, la actriz Nataniel Sánchez iba a ser la protagonista de la teleserie, pero por motivos personales no pudo asumir el rol y fue reemplazada por Elisa Tenaud.
A inicios de mayo de 2018, América Televisión anunció la cancelación de la novela, debido a bajas audiencias, durante 5 meses. Esta noticia fue confirmada por Mayra Couto y los directores, mediante una entrevista. Tras eso, la serie finalizó oficialmente el 7 de mayo de 2018.

## Argumento
Una tarde de verano, en el cerro San Cristóbal, tres niños se conocen: Richy Del Prado Eizaguirre, Andrea Carhuancho y Jhonatan Michi. Los une el gusto por la música, pero de inmediato, la química entre Jhonatan y Andrea genera los celos del engreído  Richy.
15 años después, los tres se volverán a encontrar cuando audicionen para el concurso de canto "Voz y Fama", renacerá el amor y la rivalidad. Richy, que ahora es el líder de la pandilla "Los Kings de La Molina" (junto a Valeshka, Jimena y Simón), no tendrá escrúpulos en boicotear el dúo de Jhonatan y Andrea, creyendo que con eso conquistará a la joven. 
Mientras tanto, ese día, Andrea conocerá a la joven y alocada novicia Abril, de la cual se hará amiga inmediatamente y la ayudará cuando escape de su casa.
Jhonatan tendrá sus propios problemas al querer evitar ser parte de "Los truchos", la pandilla que lidera su amigo de la infancia, Mauro. Por lo que decide crear su propia pandilla "Los malditos de la calle 13" al lado de sus amigos Ronald y Natalia.
Una noche, "Los Kings de La Molina", "Los malditos de la calle 13", Mauro y Mateo (amigo de Valeshka) terminan enfrentados en una gresca en la que un arma se dispara. Decidiendo hacer un ejemplo de la justicia, el Juez Garañón manda a las dos pandillas internas al proyecto correccional de Paula, en el convento de las "Teresianas Capuchinas", donde tendrán 6 meses para demostrar que pueden integrarse y convivir en paz, con lo cual nacerá el grupo musical "Cumbia Pop".
La vida de todos estos y más personajes se mezclarán en esta correccional de una manera muy interesante.

## Reparto
| Actor / Actriz                                          | Personaje                                                  | Volumen                  |
| Actor / Actriz                                          | Personaje                                                  | 1                        |
| ------------------------------------------------------- | ---------------------------------------------------------- | ------------------------ |
| Erick Elera Fabián Calle (Niño)                         | Jonathan Michi Rodríguez.                                  | Protagonista             |
| Elisa Tenaud Mia Owens (Niña) Nataniel Sánchez (Piloto) | Andrea Carhuancho Apiani.                                  | Protagonista             |
| Javier Dulzaides                                        | Mauro Guerra Castro.                                       | Antagonista protagónico  |
| Andrés Luna André Landázuri (Niño)                      | Ricardo Manuel Del Prado Eizaguirre / "Richi".             | Principal                |
| Fabrizio Solari                                         | Simón Monteverde Vallejo.                                  | Principal                |
| Lilian Schiappa-Pietra                                  | Natalia Lunasco Cruz.                                      | Principal                |
| Ximena Palomino                                         | Abril Polar Díaz / Abril Santana Díaz.                     | Principal                |
| Mario Cortijo                                           | Mateo Pimentel Polango.                                    | Principal                |
| Francesca Zignago                                       | Jimena Torrez De Souza.                                    | Principal                |
| Lucas Torres                                            | Julio Loayza Moreno.                                       | Principal                |
| Valkiria Aragón                                         | Valeria Berz Chávez / "Valeshka".                          | Principal                |
| Christopher Moreno                                      | Ronald Carranza Puccio.                                    | Principal                |
| Diego Reátegui                                          | Gonzalo / "El Gonza".                                      | Principal                |
| Tula Rodríguez                                          | Paula Ramírez Porras De Calderón / Vda. De Flores.         | Principal                |
| Lilian Nieto                                            | Doña Julina Benavides Tinoco Vda. De Michi.                | Principal                |
| Camucha Negrete                                         | Madre Superiora Petra Díaz Sandoval / "Maria Jesús".       | Principal                |
| Roberto Moll                                            | Lucio Santana de Montes de Oca.                            | Antagonista principal    |
| Mayra Couto                                             | Julieta León Seminario / Julieta Del Prado Seminario.      | Principal                |
| Paul Vega David Villanueva (Piloto)                     | Eduardo Calderón Bonifaz.                                  | Principal                |
| Yiddá Eslava                                            | Sor Úrsula.                                                | Principal                |
| Miluska Eskenazi                                        | Sor Encarnación.                                           | Principal                |
| Óscar Beltrán                                           | Joaquín Cárdenas Mamani.                                   | Principal                |
| Andrés Wiese                                            | Calé Martínez Salazar.                                     | Principal                |
| Marisela Puicón                                         | Susana Apiani Gonzales De Camacho / De Carhuancho.         | Principal                |
| Katia Salazar                                           | Silvia Jaramillo De La Cadena.                             | Secundaria               |
| Norka Ramírez                                           | Prosperina Carrasco Tejada / "Pina".                       | Antagonista secundaria   |
| César Ritter                                            | Padre Fermín Gómez Delgado.                                | Secundario               |
| Yahaira Plasencia                                       | Jazmín Camacho Tapia.                                      | Antagonista secundaria   |
| Estefanía Cox                                           | Candela Peña Gonzales.                                     | Secundaria               |
| Coco Maggio Daniel Zubiate (Niño)                       | Padre Renzo Polar Diaz.                                    | Secundario               |
| José Diez Canseco                                       | Rodolfo Camacho Tapia.                                     | Antagonista secundario   |
| Gustavo Bueno                                           | Juez Porfirio Garañón Melgarejo. +                         | Secundario               |
| Mari Pili Barreda                                       | Martha Eizaguirre De la Borda De del Prado.                | Secundaria               |
| Liliana Trujillo                                        | Carmen León Seminario.                                     | Secundaria               |
| Jean Paul Sánchez Jean Franco Sánchez                   | "Willy" / "Billy".                                         | Secundarios              |
| Renzo del Carpio                                        | Doctor.                                                    | Recurrente               |
| Valentín Prado                                          | Alan.                                                      | Recurrente               |
| Nicolás Argolo Manuel Escalante                         | "Él Tiburón". "Él Toyo".                                   | Antagonistas recurrentes |
| Claudio Calmet                                          | Alberto Carhuancho Rojas.                                  | Recurrente               |
| Iván Chávez                                             | Mariano Michi Benavides.                                   | Recurrente               |
| Alfonso Dibós                                           | Francisco Del Prado Figueroa.                              | Recurrente               |
| Carolina López Fortuño                                  | Ana Paula Gonzales Ramos.                                  | Recurrente               |
| Elisa Costa                                             | Antonia Guerra Camacho.                                    | Recurrente               |
| Fico Wiese                                              | Kike, Productor de Voz y Fama.                             | Recurrente               |
| Manuel Rodríguez                                        | Carlos Raúl "Cucho".                                       | Recurrente               |
| Luana Barrón                                            | Gabriela.                                                  | Recurrente               |
| Hernán Romero                                           | Juez Abelardo Castillo.                                    | Recurrente               |
| Martha Figueroa                                         | Isabel Miranda / "María Jesús Verdadera".                  | Recurrente               |
| Emilram Cossío                                          | Gerardo Flores Montero. +                                  | Invitado                 |
| D'Angelo Pérez                                          | Bruno Flores Ramírez.                                      | Invitado                 |
| Liliana Alegría                                         | Rosa Rodríguez Martínez De Michi.                          | Invitada                 |
| Nico Ames                                               | Augusto del Carpio Jiménez (compañero de celda y abogado). | Invitado                 |
| Carlos Gassols                                          | Padre Juan. +                                              | Invitado                 |
| Cecilia Rechkemmer                                      | Luciana Cortez De Monteverde.                              | Invitada                 |
| Manolo Rojas                                            | Jorge "Koky" Carvajal.                                     | Invitado                 |
| Julián Zucchi                                           | Rubén.                                                     | Invitado                 |
| Yvonne Frayssinet                                       | Directora del internado.                                   | Piloto                   |
| Emanuel Soriano                                         | ¿?.                                                        | Piloto                   |
| Michelle Soifer                                         | ¿?.                                                        | Piloto                   |
| Daniela Feijóo                                          | ¿?                                                         | Piloto                   |
| Luciana León Barandiaran                                | ¿?                                                         | Piloto                   |

## Volúmenes
| Volumen | Volumen | Episodios | Rango de episodios | Emisión original   | Emisión original  |
| Volumen | Volumen | Episodios | Rango de episodios | Inicio             | Final             |
| ------- | ------- | --------- | ------------------ | ------------------ | ----------------- |
|         | 1       | 87        | 1 - 87             | 2 de enero de 2018 | 7 de mayo de 2018 |

## Temas musicales y versiones
- "Y es que sucede así" - Elenco de Cumbia pop (tema central)
- "Motor y Motivo" - Elisa Tenaud y Erick Elera (tema de Jonathan y Andrea)
- "Quedate" - Diego Reátegui ft. Lucas Torres & Ximena Palomino (tema de Andrea y Richie)
- "Mujer noche" - Lucas Torres ft Fabrizio Solari, Valkiria Aragón, Ximena Palomino (tema de Jonathan y Jimena)
- "Amandote" - Ximena Palomino ft Mario Cortijo (tema de Abril y Mateo)
- "Cristal" - Fabrizio Solari ft Valkiria Aragón, Diego Reátegui & Erick Elera (tema de Simón y Valeshka)
- "Lo peor de todo" - Fabrizio Solari (tema de Cumbia Pop)
- "Alguien que bese como tu" - Lucas Torres ft Erick Elera (tema de todas las parejas)
- "Amantes" - Yahaira Plasencia (tema de Jasmín)
- "Si vinieras por mí" - Valkiria Aragón ft Ximena Palomino (tema de Valeshka y Eduardo)
- "Dime si esto es amor" - Erick Elera & Estefanía Cox (tema de Pina y Lúcio / tema de Natalia y Julio)
- "Tiempo Final" - Andrés Wiese ft Estefanía Cox (tema de Calé y Candela)
- "Suda" - Erick Elera, Franco Cortez ft Dj JB (tema de relajo)
- "Televidente" - Erick Elera ft Elisa Tenaud (tema de distracción #1)
- "Fuego" - Diego Reátegui ft Lucas Torres (tema de Eduardo y Paula)
- "Y de pronto tu y yo" - Yahaira Plasencia (tema de Jazmín y Jonathan)
- "Quiéreme" - Fabrizio Solari (Melodía triste)
- "Mirame" - Fabrizio Solari ft Erick Elera ft Mario Cortijo (Canción de serenata)
- "Como yo te amo" - Valkiria Aragón (tema de Calé y Abril)
- "El Amor se fue" - Fabrizio Solari (tema de Ronald y Martha)
- "Bailo en la calle" - Yahaira Plasencia (tema de distracción #2)
- "Eres tú" - Marisela Puicón (tema de Susana a su hija)
- "Mueve la cadera" - Erick Elera (tema de Los malditos de la calle 13)
- "Ya No Puedo Más" - Erick Elera ft Elisa Tenaud (tema de Jonathan)
- "Como Ayer" - Ximena Palomino (Sueño de Abril)